# Partido Democrático Popular (Taiwan)
O Partido Democrático Popular (PDP; em chinês: 人民民主黨), até 2017 conhecido como Frente Democrática Popular (em chinês: 人民民主陣線), é um pequeno partido político de esquerda de Taiwan. O partido não possui liderança oficial ou sistema de filiação, em vez disso, usa um sistema único de nomeação de candidatos eleitorais. O partido se foca principalmente em questões como direitos trabalhistas, direitos indígenas, direitos LGBT+, direitos dos profissionais do sexo, imigração e proteção ambiental.